# Gynoplistia tenuistylus
Gynoplistia tenuistylus là một loài ruồi trong họ Limoniidae. Chúng phân bố ở miền Australasia.